# Grude (Koks)
Grude oder Grudekoks bezeichnet Koks-Rückstände, die in Schwelereien entstehen.

## Entstehung
Grudekoks ist ein festes Nebenprodukt in Schwelwerken, welches nach dem Abtrieb des Teers in den Retorten oder Schwelöfen zurückbleibt und als hochwertiger Brennstoff dienen kann. Er wird in feinkörniger, oder – falls Briketts verschwelt werden – in stückiger Form in einer Ausbeute von 150 bis 300 kg/t gewonnen.

## Verwendung
Brikettierter Grudekoks fand als rußfreier Brennstoff lange Zeit als Hausbrand Verwendung. Er ist schwarz, leicht entzündlich, brennt langsam, ruhig und glimmend, und eignet sich daher zur Erzielung einer milden, gleichmäßigen Hitze. Eine weitere Verwendung von Grudekoks war vor allem in Mitteldeutschland bis 1990 die Staubkohlenfeuerung in Kohlekraftwerken und die Vergasung von Schwelkoks in Winkler-Generatoren zur Synthesegasherstellung.

## Zusammensetzung
In seiner Reinsubstanz enthält Grudekoks 91 % C, 4,5 % O, 2,6 % H, bis 1,3 % S und 0,4 % N. Sein Heizwert beträgt 8100 kcal. Infolge seiner Porosität nimmt Grudekoks beim Lagern aus der Luft 5 bis 10 % Wasser auf, sodass er durchschnittlich einen Heizwert von 6000 kcal besitzt. Er entzündet sich bei 200 bis 240 °C und kann ohne gesteigerte Luftzufuhr die Verbrennung aufrechterhalten. Der Aschegehalt liegt bei etwa 20 %.